# Shelui
Shelui è una circoscrizione mista (mixed ward) della Tanzania situata nel distretto di Iramba, regione di Singida. Conta una popolazione di 14 933 abitanti (censimento 2012).